# Maximilian Gfrörer von Ehrenberg
Karl Maximilian Rudolf Gfrörer von Ehrenberg (* 22. Januar 1857 in Löwenberg; † 5. Juli 1913 in Wiesbaden) war ein preußischer Geheimer Regierungsrat und Landrat.

## Leben

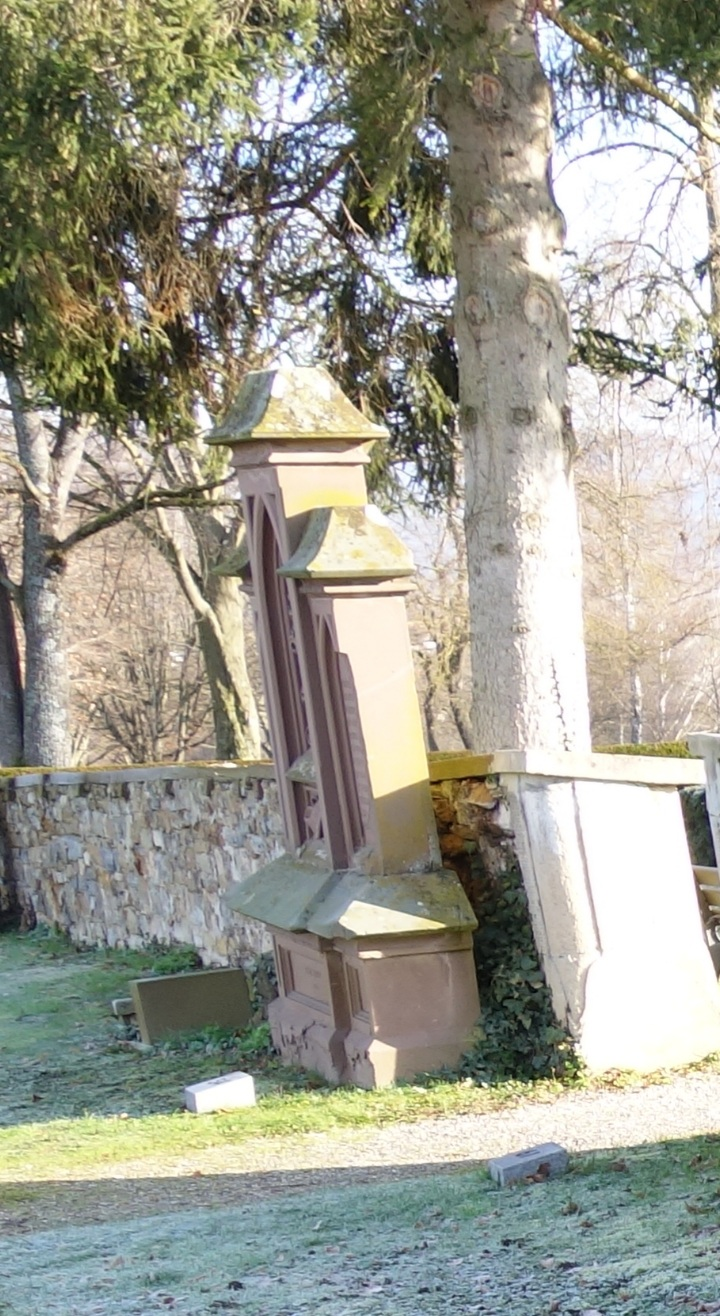
Grabmal der Eltern auf dem Heiligkreuz-Friedhof in Hechingen (2024)

Ehrenberg war ein Sohn des hohenzollern-hechinger Hofforstmeisters Rudolf Gfrörer von Ehrenberg (1820–1899) und dessen Ehefrau Luise Sophia, geb. Scherer (1824–1884), welche eine voreheliche Tochter des Fürsten Konstantin von Hohenzollern-Hechingen war. Der Vater wurde vom Fürsten von Hechingen am 31. Dezember 1849 mit dem Prädikat „von Ehrenberg“ nobilitiert. Die Familie wohnte in Hechingen in der Oberförsterei, gleich hinter der Villa Eugenia des fürstlichen Großvaters. Etwas später ließ der Vater in Hechingen das kleine Stadtpalais am Obertorplatz erbauen.

Hechingen, Obertorplatz (1904). Das zweite Haus von links (mit dem Zwerchdach) ist das Elternhaus Ehrenbergs.

Nach dem Besuch eines Gymnasiums in Sigmaringen und der abgelegten Reifeprüfung im Jahr 1876 absolvierte er bis 1880 ein Studium der Rechts- und Kameralwissenschaften in Freiburg, Leipzig und Berlin. Nachdem er am 4. Oktober 1880 sein Referendarexamen beim Oberlandesgericht Naumburg abgelegt hatte, wurde er am 23. Oktober 1880 zum Gerichtsreferendar ernannt und er begann seine Ausbildung beim Amtsgericht Hechingen sowie beim Landgericht I Berlin. Am 28. Dezember 1882 wurde er zum Regierungsreferendar ernannt und er nahm seine Tätigkeit bei der Regierung Sigmaringen auf. Am 23. Oktober 1886 legte er die Große Staatsprüfung ab und nach seiner Ernennung zum Regierungsassessor am 4. November 1886 wurde er bei der Regierung Oppeln tätig. Von 1889 bis 1906 war er Landrat des Landkreises Daun. Am 30. November 1906 wurde er per Allerhöchster Kabinettsorder (AKO) zum Regierungsrat ernannt, worauf er zum 1. Januar 1907 in die allgemeine Staatsverwaltung der Regierung Wiesbaden übernommen wurde. 1909 wurde er letztlich noch zum Geheimen Regierungsrat ernannt, bevor er 1913 im Dienst verstarb.

## Politik
Gfrörer von Ehrenberg war von 1894 bis 1906 Abgeordneter bei den Rheinischen Provinziallandtagen für Daun.

## Familie
Ehrenberg heiratete am 4. Dezember 1894 in Dessau Marie von Oppeln-Bronikowski (* 24. Oktober 1859 in Meschede), Tochter des Oberstleutnants Hermann von Oppeln-Bronikowski und dessen Ehefrau Marie, geb. von Eichstedt.